# Editae saepe

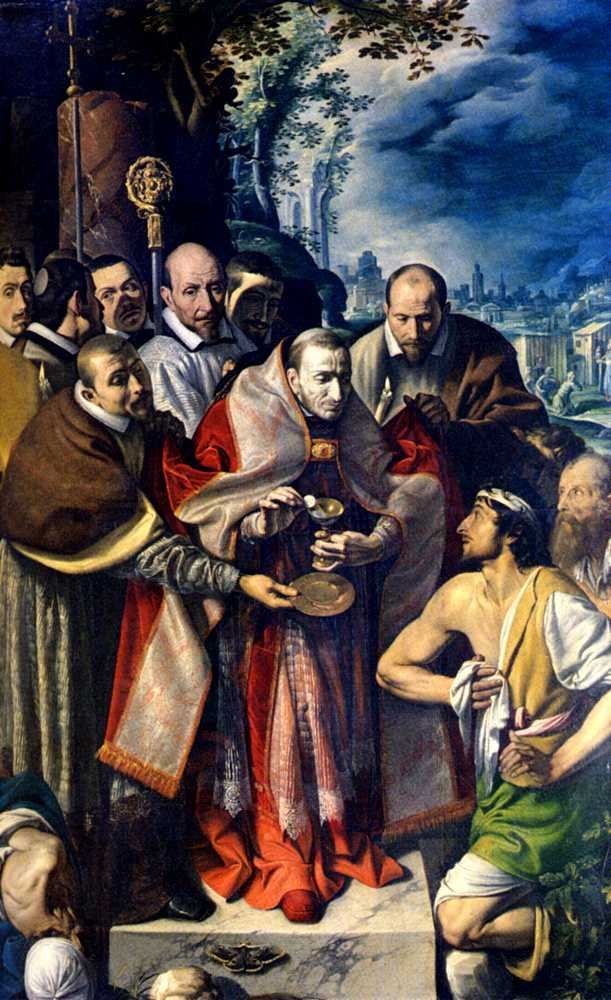
San Carlos Borromeo dando la Sagrada Comunión a una víctima de la plaga de peste en Milán. Óleo de Tanzio da Varallo

Editae saepe (en español, Proclamadas con frecuencia) es una encíclica de Pío X, fechada el 26 de mayo de 1910, unos meses antes del tercer centenario de la canonización de San Carlos Borromeo, al que conmemora en esta encíclica, exhortando a tomar ejemplo del modo en que defendió la fe y la Iglesia contra la reforma protestante, señalando su utilidad para hacer frente a los errores del modernismo.

## Tercer centenario de la canonización de san Carlos Borromeo
El papa Paulo V,  mediante al bula Unigenitus del 1 de noviembre de 1610, proclamó santo a Carlos Borromeo (1538-1584). Apenas habían pasado 25 años de su fallecimiento el 3 de noviembre de 1584. Había iniciado su carrera eclesiástica, en 1560, a los 22 años de mano de su tío Pío IV, quien le creó cardenal y, poco después, tras ordenarlo diácono le nombró Secretario de Estado (1561).
Su ordenación sacerdotal el 4 de septiembre de 1563, fue acompañada de un cambio en su vida espiritual, con un ascetismo que no vivía antes de su ordenación. Como Secretario de Estado trabajo por la convocatoria y e la tercera sesión (1562-1563) del Concilio de Trento, y participó activamente en su celebración. Tras su ordenación episcopal fue nombrado arzobispo de Milán, donde destacó en la puesta en práctica de las disposiciones de este Concilio especialmente en lo relacionado con la formación de los sacerdotes.
Su continua dedicación pastoral y su tarea asistencial con motivo de la carestía que sufrió Milán (1569-70) y en la peste que la asoló (1576-77), le hicieron especialmente querido por sus fieles; una devoción que creció tras su muerte, el 3 de noviembre de 1584; 12 años después, el 16 de septiembre de 1602 fue beatificado por Clemente VIII.

## Contenido de la encíclica[3]
La encíclica comienza con el siguiente texto:

Editae saepe Dei ore sententiae et sacris expressae litteris in hunc fere modum, iusti memoriam fore cum laudibus sempiternam eundemque loqui etiam defunctum, diuturna Ecclesiae opera et voce maxime comprobantur.
Las palabras proclamadas con frecuencia en las Sagradas Escrituras, “el justo vivirá en memoria eterna de alabanza y pues él hablará también tras su muerte", se hace realidad sobre todo en la voz y en el trabajo continuo de la Iglesia.
Encíclica Editae saepe

### El ejemplo de los santos
Tras este inicio la encíclica expone los motivos que llevan a la Iglesia a conservar la memoria de los santos. Así, teniendo presente el propósito para su pontificado que Pío X comunicó en su primera encíclica -que todo se establezca en Cristo- ha aprovechado las celebraciones centenarias de tres santos que florecieron en tiempos muy diferentes, pero casi igual de difíciles para la Iglesia: Gregorio Magno, Juan Crisóstomo y Anselmo de Aosta. En las encíclicas del 12 de marzo de 1904 y del 21 de abril de 1909, el papa explicó los puntos de doctrina y vida de dos de estos santos que le parecían apropiados para el tiempo actual.
Ahora, en esta encíclica, el papa quiere mostrar en el tercer centenario de la canonización de San Carlos Borromeo, los ejemplos de este santo, Cardenal y Arzobispo de Milán. Para ello recoge algunas de las alabanzas que Paulo V incluyó en la bula que proclamaba su santidad:

Buen servidor, modelo de rebaño y modelo de los pastores. Pues ilustra la Iglesia, con múltiples fulgores de obras santas: brilla ante los sacerdotes y el pueblo como un Abel por la inocencia, como un Enoc por la pureza, un Jacob por los sufrimientos y trabajos, un Moisés por su mansedumbre, un Elías por su celo ardiente
de la bula Unigenitus, de Paulo IV, citada en la encíclica Editae saepe (AAS vol. 2 pp. 359/383)

### Defensor de la verdadera reforma católica
La vida de Carlos Borromeo muestra como Dios nunca abandona a la Iglesia, y en medio de las mayores dificultades, y cuando los errores y fallos que se introducen en sus propios miembros, Dios toma ocasión de esos errores para que triunfe la verdad, mostrando con nuevos argumentos que la Iglesia es divina, pues solo un milagro explica que a pesar de la abundancia y variedad de los errores que la combaten, ella persevere sin cambios y constante, como un pilar y soporte de la verdad.
Este influjo admirable de la Providencia divina aparece con toda claridad en aquel siglo que vio surgir a Carlos Borromeo para confortar a los buenos. Pues en esos años, bajo capa de reforma, se presentó la rebelión y la perversión de la fe: pues, los que se llamaban renovadores

aplicándose, no a corregir las costumbres, sino a negar los dogmas, multiplicaron los disturbios, ampliaron el freno de la licencia para sí mismos y para otros; ciertamente despreciaron la guía de la autoridad de la Iglesia, de acuerdo con las pasiones de los príncipes o de los pueblos más corruptos, y casi con una tiranía, derribaron la doctrina, la constitución y la disciplina
Encíclica Esditae saepe (AAS vol. 2 pp. 362/386)

El mismo Paulo V reconoció el mérito de Carlos Borromeo en la celebración del Concilio y en su aplicación. Esta actuación no sería posible sin su preparación y entrenamiento en el servicio de la Iglesia, educando el corazón con la piedad, la mente con el estudio y el cuerpo con el trabajo. Practicó en su vida la norma de pensar y trabajar que predicó San Pablo.

### Las enseñanzas de San Carlos
La encíclica resalta cómo Carlos buscó la renovación de la Iglesia uniéndose en Cristo para que viviendo "la verdad con caridad, crezcamos en todo hacia aquel que es la Cabeza, Cristo, de quien todo el cuerpo toma su propio crecimiento para la perfección de sí mismo en la caridad". Esta actitud, añade el papa, contrasta con la que mantuvieron los reformadores, pues

Los reformadores, a quienes se opuso Carlos Borromeo, no pensaron en estas cosas; presumiendo reformar la fe y disciplina a su antojo; ni los modernos los entienden mejor, contra quienes tenemos que luchar, oh Venerables Hermanos. Ellos también subvierten la doctrina, las leyes, las instituciones de la Iglesia, siempre con el grito de la cultura y la civilización en sus labios, no porque se preocupen demasiado por este punto, sino porque con estos grandiosos nombres pueden ocultar más fácilmente la maldad de sus intenciones.
Encíclica Editae saepes (AAS vol. 2 pp. 365-366/389)

Continúa ahora la encíclica extrayendo las enseñanzas que San Carlos Borromeo puede proporcionar para la defensa de la Iglesia contra el modernismo. Ante todo la primera tares de los pastores -enseñaba el santo- es "preservar la fe católica, la fe que la Iglesia católica profesa y enseña, pues sin esto no es posible agradar a Dios", con esta finalidad cuidó especialmente la formación del clero, estableciendo los seminarios para la preparación de los nuevos sacerdotes, tal como dispuso el Concilio de Trento. Es necesario también capacitar a los predicadores para que lleven a cabo con fruto el ministerio de la palabra; una tarea que, explica el papa, es requerida también en el momento en que escribe la encíclica, y quizá con más fuera, pues se ve cómo la fe vacila y se adultera la palabra de Dios.
En cualquier caso es necesario, y san Carlos lo tuvo siempre presente, unir la fe con las buenas obras

Y este es otro punto en el que vemos cuán inmensa es la brecha entre la reforma verdadera y la falsa. Para aquellos que abogan por la falsedad, imitando la inconstancia de los estúpidos, por lo general llegan a extremos, o exaltan la fe para excluir la necesidad de buenas obras, o colocan toda la excelencia de la virtud solo en la naturaleza, sin la ayuda de la fe y la gracia divina
Encíclica Editae saepe(AAS vol. 2 pp. 371/394)

De ahí la importancia que en la dedicación pastoral tiene la administración de los sacramentos, por lo que Carlos exhortó a los párrocos y a los predicadores que recomienden la comunión frecuente, recordando la necesidad de estar interiormente preparados, Seguía así el santo la recomendación del Concilio de Trento que quería que los fieles comulgasen no solo espiritualmente sino también sacramentalmente
Esta atención por la vida espiritual de sus fieles el santo obispo de Milán, estuvo acompañada de un cuidado por lo que se refiere a su vida natural; tal como puso de manifiesto en tantas ocasiones, y muy especialmente con motivo de la peste que asoló a aquella ciudad, pues de después de exponer la vida en la atención de los afectados por la plaga, recomendaba los sacerdotes de su archidiócesis:

como un padre excelente, que ama a sus hijos con un amor único, les proporciona tanto para el presente como para el futuro, preparando las cosas necesarias para la vida, de modo que, movidos por la deuda del amor paterno, brindamos a los fieles de nuestra provincia todas las precauciones y preparamos para el futuro aquellas ayudas que, en el momento de la plaga, sabemos por experiencia que son saludables
Encíclica Ediate saepe (AAS vol. 2 pp 377/400), cita de San Carlos Borromeo.

Pío X señala en la vida de San Carlos un último aspecto digno de admiración e imitación: su fortaleza para hacer frente a las pretensiones contrarias a la disciplina, o gravosas para los fieles. Este comportamiento, su rectitud y honestidad le hizo sufrir la aversión de los poderosos, atento siempre a las palabras de Cristo: "Dad al César lo que es del César, y a Dios lo que es de Dios".